# Matti Keinonen
Matti Keinonen (* 6. November 1941 in Tampere; † 27. November 2021 in Uusikaupunki) war ein finnischer Eishockeyspieler und -trainer, der während seiner aktiven Karriere unter anderem für Lukko Rauma, RU-38 Pori, HJK Helsinki, Jokerit Helsinki und TPS Turku gespielt hat.

## Karriere
Matti Keinonen spielte von 1959 bis 1965 in der höchsten finnischen Liga für Lukko Rauma. Danach war er zwei Jahre für RU-38 Pori im Einsatz. Es folgte seine Rückkehr zu Lukko, wo er wiederum drei Jahre verweilte. Von 1970 bis 1973 ging er für HJK Helsinki aufs Eis. Anschließend spielte Keinonen bis 1975 bei Jokerit Helsinki. Seine letzte Station war von 1977 bis 1978 TPS Turku, ehe er seine Karriere als aktiver Spieler beendete. Keinonen wurde fünf Mal zum All-Star der finnischen Meisterschaft gewählt. Seine Trikotnummer 7 wurde von Lukko gesperrt und an keinen Spieler mehr vergeben.
Keinonen, der auf der Position des Flügelspielers spielte, gewann zwei finnische Meisterschaften. Außerdem gewann er je zwei Silber- und Bronzemedaillen. Mit der finnischen Eishockeynationalmannschaft nahm er an neun Weltmeisterschaften und zwei Olympischen Spielen teil. Bei der Europameisterschaft 1962 gewann er mit Finnland die Silbermedaille. Insgesamt kam er auf 196 Einsätze in der finnischen Nationalmannschaft. 1987 wurde Keinonen in die finnische Hockey Hall of Fame aufgenommen. 2002 folgte seine Aufnahme in die IIHF Hall of Fame.
Als Trainer war er unter anderem bei TPS und Lukko tätig. Keinonen gewann nochmals die Silbermedaille.
Die Matti-Keinonen-Trophäe, die von der SM-liiga jährlich an den Spieler vergeben wird, der in der Plus/Minus-Wertung führt, wurde 1995 nach ihm benannt.
Matti Keinonen starb kurz nach seinem 80. Geburtstag an einem Malignen Lymphom.